# Arrondissement de Péronne
L'arrondissement de Péronne est une division administrative française, située dans le département de la Somme et la région Hauts-de-France.

## Composition

### Composition avant 2015
Liste des cantons de l'arrondissement :
- Canton d'Albert
- Canton de Bray-sur-Somme
- Canton de Chaulnes
- Canton de Combles
- Canton de Ham
- Canton de Nesle
- Canton de Péronne
- Canton de Roisel

### Découpage communal depuis 2015
Depuis 2015, le nombre de communes des arrondissements varie chaque année soit du fait du redécoupage cantonal de 2014 qui a conduit à l'ajustement de périmètres de certains arrondissements, soit à la suite de la création de communes nouvelles. Le nombre de communes de l'arrondissement de Péronne est ainsi de 169 en 2015, 169 en 2016, 211 en 2017 et 208 en 2019.
Au 1er janvier 2024, l'arrondissement groupe les 208 communes suivantes :
1. Ablaincourt-Pressoir
2. Acheux-en-Amiénois
3. Aizecourt-le-Bas
4. Aizecourt-le-Haut
5. Albert
6. Allaines
7. Arquèves
8. Assevillers
9. Athies
10. Auchonvillers
11. Authie
12. Authuille
13. Aveluy
14. Barleux
15. Bayencourt
16. Bayonvillers
17. Bazentin
18. Beaucourt-sur-l'Ancre
19. Beaufort-en-Santerre
20. Beaumont-Hamel
21. Bécordel-Bécourt
22. Belloy-en-Santerre
23. Bernes
24. Berny-en-Santerre
25. Bertrancourt
26. Béthencourt-sur-Somme
27. Biaches
28. Billancourt
29. Bouchavesnes-Bergen
30. Bouchoir
31. Bouvincourt-en-Vermandois
32. Bouzincourt
33. Bray-sur-Somme
34. Breuil
35. Brie
36. Brouchy
37. Buire-Courcelles
38. Buire-sur-l'Ancre
39. Bus-lès-Artois
40. Bussu
41. Buverchy
42. Caix
43. Cappy
44. Carnoy-Mametz
45. Cartigny
46. Chaulnes
47. La Chavatte
48. Chilly
49. Chuignes
50. Chuignolles
51. Cizancourt
52. Cléry-sur-Somme
53. Coigneux
54. Colincamps
55. Combles
56. Contalmaison
57. Courcelette
58. Courcelles-au-Bois
59. Croix-Moligneaux
60. Curchy
61. Curlu
62. Dernancourt
63. Devise
64. Doingt
65. Dompierre-Becquincourt
66. Douilly
67. Driencourt
68. Éclusier-Vaux
69. Englebelmer
70. Ennemain
71. Épehy
72. Épénancourt
73. Eppeville
74. Équancourt
75. Esmery-Hallon
76. Estrées-Deniécourt
77. Estrées-Mons
78. Éterpigny
79. Étinehem-Méricourt
80. Étricourt-Manancourt
81. Falvy
82. Fay
83. Feuillères
84. Fins
85. Flaucourt
86. Flers
87. Folies
88. Fontaine-lès-Cappy
89. Forceville
90. Foucaucourt-en-Santerre
91. Fouquescourt
92. Framerville-Rainecourt
93. Fransart
94. Fresnes-Mazancourt
95. Fricourt
96. Frise
97. Ginchy
98. Grandcourt
99. Gueudecourt
100. Guillaucourt
101. Guillemont
102. Guyencourt-Saulcourt
103. Hallu
104. Ham
105. Hancourt
106. Harbonnières
107. Hardecourt-aux-Bois
108. Harponville
109. Hédauville
110. Hem-Monacu
111. Herbécourt
112. Hérissart
113. Herleville
114. Hervilly
115. Hesbécourt
116. Heudicourt
117. Hombleux
118. Hypercourt
119. Irles
120. Languevoisin-Quiquery
121. Laviéville
122. Léalvillers
123. Lesbœufs
124. Licourt
125. Liéramont
126. Lihons
127. Longavesnes
128. Longueval
129. Louvencourt
130. Mailly-Maillet
131. Marchélepot-Misery
132. Maricourt
133. Marieux
134. Marquaix
135. Matigny
136. Maucourt
137. Maurepas
138. Méaulte
139. Méharicourt
140. Mesnil-Bruntel
141. Mesnil-en-Arrouaise
142. Mesnil-Martinsart
143. Mesnil-Saint-Nicaise
144. Millencourt
145. Miraumont
146. Moislains
147. Monchy-Lagache
148. Montauban-de-Picardie
149. Morchain
150. Morlancourt
151. Moyencourt
152. Muille-Villette
153. Nesle
154. La Neuville-lès-Bray
155. Nurlu
156. Offoy
157. Ovillers-la-Boisselle
158. Pargny
159. Parvillers-le-Quesnoy
160. Péronne
161. Pœuilly
162. Potte
163. Pozières
164. Proyart
165. Puchevillers
166. Punchy
167. Puzeaux
168. Pys
169. Quivières
170. Raincheval
171. Rancourt
172. Rethonvillers
173. Roisel
174. Ronssoy
175. Rosières-en-Santerre
176. Rouvroy-en-Santerre
177. Rouy-le-Grand
178. Rouy-le-Petit
179. Sailly-Saillisel
180. Saint-Christ-Briost
181. Saint-Léger-lès-Authie
182. Sancourt
183. Senlis-le-Sec
184. Sorel
185. Soyécourt
186. Suzanne
187. Templeux-la-Fosse
188. Templeux-le-Guérard
189. Tertry
190. Thiepval
191. Thièvres
192. Tincourt-Boucly
193. Toutencourt
194. Ugny-l'Équipée
195. Varennes
196. Vauchelles-lès-Authie
197. Vauvillers
198. Vermandovillers
199. Villecourt
200. Villers-Carbonnel
201. Villers-Faucon
202. Ville-sur-Ancre
203. Voyennes
204. Vraignes-en-Vermandois
205. Vrély
206. Warvillers
207. Wiencourt-l'Équipée
208. Y

## Démographie
En 2022, l'arrondissement comptait 91 970 habitants.
| 1968   | 1975   | 1982   | 1990   | 1999   | 2006   | 2011   | 2016   | 2021   |
| ------ | ------ | ------ | ------ | ------ | ------ | ------ | ------ | ------ |
| 80 507 | 81 505 | 81 470 | 79 494 | 78 873 | 79 672 | 80 129 | 94 895 | 92 535 |

| 2022   | - | - | - | - | - | - | - | - |
| ------ | - | - | - | - | - | - | - | - |
| 91 970 | - | - | - | - | - | - | - | - |

## Administration
| Période          | Période         | Identité            | Fonction précédente | Observation                                                                                                   |
| ---------------- | --------------- | ------------------- | --- | --- |
| 4 avril 1800     | juillet 1814    | Jean Paul Malafosse | Président de l'administration centrale du département de la Somme, depuis mars 1796.                                                | |
| 17 juillet 1871  | 30 juillet 1873 | Émile Jaubert       | Sous-préfet de Châteaulin. | Fonction suivante : sous-préfet d'Abbeville.                                                                  |
| 30 juillet 1873  | 24 mai 1876     | Paul de Chamberet   | Secrétaire général de la préfecture de Saône-et-Loire, depuis le 1er avril 1871.                                                    | Fonction suivante : sous-préfet de Provins.                                                                   |
| 24 mai 1876      | 9/7/1876        | Étienne Pichon      | Sous-préfet de Dreux. | |
|                  |                 |                     | | |
| 14 décembre 1895 | 7 janvier 1903  | Émile Facon         | secrétaire général de la préfecture du Cher                                                                                         | secrétaire général de la préfecture de la Manche                                                              |
| 7 janvier 1903   | janvier 1906    | Albert Lefébure     | Secrétaire général du département de La Manche depuis le 9 septembre 1902.                                                          | |
|                  |                 |                     | | |
|                  | novembre 1993   | Pierre Latu         | | Fonction suivante : préfet, chargé d'une mission de service public relevant du Gouvernement.                  |
| février 1994     | février 1996    | Roger Silhol        | | Administrateur civil hors classe.                                                                             |
| mars 1996        |                 | Christian Stephan   | Administrateur des postes et télécommunications.                                                                                    | |
| janvier 1998     | mars 2000       | Michel Theuil       | Conseiller du corps des tribunaux administratifs et des cours administratives d'appel.                                              | Fonction suivante : secrétaire général de la préfecture des Vosges.                                           |
| mai 2000         | février 2002    | Pierre Gévart       | | |
| 15 mai 2002      | 25 juillet 2005 | Mme Claude Dulamon  | Adjointe au chef du bureau de l'organisation et du fonctionnement des préfectures (SDAT).                                           | Née le 2 février 1960 à Alger (Algérie). Fonction suivante : secrétaire générale de la préfecture de l'Indre. |
| juillet 2005     | 15 février 2008 | Jean-Luc Lhemanne   | | |
| 17 mars 2008     | août 2010       | Philippe Leblanc    | Directeur de cabinet du préfet d'Eure-et-Loir.                                                                                      | |
| août 2010        | juillet 2012    | Jean-Marc Bassaget  | Inspecteur de l'éducation nationale détaché en qualité de sous-préfet, sous-préfet de Barcelonnette (Alpes-de-Haute-Provence).      | Fonction suivante : sous-préfet de Saint-Julien-en-Genevois (Haute-Savoie).                                   |
| juillet 2012     | août 2015       | Joël Dubreuil       | Conseiller d'administration de l'intérieur et de l'outre-mer détaché en qualité de sous-préfet, sous-préfet de Vouziers (Ardennes). | Fonction suivante : secrétaire général de la préfecture du Territoire de Belfort.                             |
| août 2015        | novembre 2017   | Odile Bureau        | Sous-préfète de Vervins (Aisne). | Fonction suivante : sous-préfète d'Épernay (Marne).                                                           |
| 22 mai 2018      | 15 juin 2020    | Bernard Musset      | Sous-préfet de l'arrondissement de Châteaulin (Finistère).                                                                          | Sous-préfet de Péronne et de Montdidier. Fonction suivante : sous-préfet de Dinan (Côtes-d'Armor)             |
| 1er août 2021    | En cours        | Valérie Saintoyant  | Sous-préfète, directrice de cabinet du préfet de la Marne.                                                                          | sous-préfète de Péronne et de Montdidier                                                                      |
|                  |                 |                     | | |